# Station Tomaszów Mazowiecki Białobrzegi
Station Tomaszów Mazowiecki Białobrzegi is een spoorwegstation in de Poolse plaats Tomaszów Mazowiecki.